# Доминиканска Република на Светском првенству у атлетици на отвореном 2019.
Доминиканска Република је на 17. Светском првенству у атлетици на отвореном 2019. одржаном у Дохи од 27. септембра до 6. октобра учествовала петнаести пут. Репрезентацију Доминиканске Републике представљало су 2 атлетичара (1 мушкарац и 1 жена), који су се такмичили у 2 дисциплина (1 мушка и 1 женска).,
На овом првенству такмичари Доминиканске Републике нису освојили ниједну медаљу.

## Учесници
| Мушкарци: - Јанкарлос Мартинез — 200 м | Жене: - Мариледи Паулино — 200 м |  |

## Резултати

### Мушкарци
| Атлетичар          | Дисциплина | Лични рекорд | Квалификације | Квалификације | Полуфинале   | Полуфинале | Финале               | Финале      | Детаљи |
| Атлетичар          | Дисциплина | Лични рекорд | Резултат      | Место         | Резултат     | Место      | Резултат             | Место       | Детаљи |
| ------------------ | ---------- | ------------ | ------------- | ------------- | ------------ | ---------- | -------------------- | ----------- | ------ |
| Јанкарлос Мартинез | 200 м      | 20,19 НР     | 20,47 КВ      | 2. у гр. 4    | 20,28 (.276) | 4. у гр. 2 | Није се квалификовао | 9 / 50 (53) |        |

### Жене
| Атлетичарка      | Дисциплина | Лични рекорд | Квалификације | Квалификације | Полуфинале   | Полуфинале | Финале                | Финале       | Детаљи |
| Атлетичарка      | Дисциплина | Лични рекорд | Резултат      | Место         | Резултат     | Место      | Резултат              | Место        | Детаљи |
| ---------------- | ---------- | ------------ | ------------- | ------------- | ------------ | ---------- | --------------------- | ------------ | ------ |
| Мариледи Паулино | 200 м      | 22,87 НР     | 23,04 кв      | 5. у гр. 3    | 23,03 (.029) | 6. у гр. 3 | Није се квалификовала | 17 / 43 (48) |        |